# La Guerre du feu (bande dessinée, 1950)
Pour les articles homonymes, voir La Guerre du feu (homonymie).
La Guerre du feu est une adaptation en bande dessinée du roman de J.-H. Rosny aîné, réalisée par René Pellos.

## Publication
Les planches sont parues dans l'hebdomadaire Zorro, de septembre 1950 à juillet 1951, puis reprise en album en 1976 aux éditions Glénat,.